# دائرة الخميسات
دائرة الخميسات هي إحدى دوائر إقليم الخميسات، التابع لجهة الرباط سلا القنيطرة، المملكة المغربية. تضم الدائرة 9 جماعات قروية، وبلغ عدد سكانها 110633 فرداً سنة 2004 حسب الإحصاء الرسمي للسكان والسكنى. يتبع للدائرة 31 مشيخة و156 دوار.

## التقسيمات الإداريّة
تعتبر دائرة الخميسات إحدى الدوائر المشكّلة لإقليم الخميسات، وهو التقسيم الإداري من المستوى الرابع المعتمد في المغرب. ينقسم إقليم الخميسات إلى 32 جماعات قروية تختلف من حيث السكان والمساحة، والتي بدورها تنقسم إلى مشيخات تضم عدداً من الدواوير.